# Zane Lowe
Alexander Zane Reid Lowe, noto semplicemente come Zane Lowe (Auckland, 7 agosto 1973), è un disc jockey, conduttore radiofonico, conduttore televisivo e produttore discografico neozelandese.
Famoso per la conduzione di programmi radiofonici e televisivi su BBC Radio 1 e su MTV, ha ricevuto più premi per il suo lavoro come DJ e VJ.

## Biografia
Nato e cresciuto ad Auckland, Nuova Zelanda, si interessa subito alla musica formando un gruppo musicale hip hop chiamato Urban Disturbance, con cui pubblica l'album 37 Degrees Latitude nel 1994 tramite la Deepgrooves Entertainment. Successivamente forma i Breaks Co-Op con Hamish Clark, a cui successivamente si aggiunge anche Andy Lovegrove. Ad Auckland comincia anche a lavorare come conduttore di una stazione musicale locale chiamata Max TV. 
Nel 1997 si trasferisce nel Regno Unito, dove inizia a lavorare come VJ a MTV 2, per poi essere assunto come DJ dalla BBC Radio 1 nel 2003. Ha inoltre condotto il programma Gonzo, sempre su MTV 2. Dal 30 giugno 2015 conduce un programma sulla radio di Apple Beats 1.
Lowe vive a Los Angeles con la moglie Kara e i loro due figli, Jackson e Lucius. 

## Discografia

### Con gli Urban Disturbance
- 1994 – 37 Degrees Latitude

### Con i Breaks Co-op
- 1997 – Roofers
- 2006 – The Sound Inside